# República Soviética Socialista de Letonia (1918-1920)
La República Soviética Socialista de Letonia (en letón: Latvijas Sociālistiskā Padomju Republika, LSPR) fue una efímera república soviética formada durante la guerra de Independencia de Letonia. Proclamada el 17 de diciembre de 1918, después que los bolcheviques conquistaran gran parte de la actual Letonia y obligaran al gobierno provisional independentista de Kārlis Ulmanis a huir a Liepāja; seguía las directrices políticas de Vladímir Lenin. Su jefe de Gobierno era Pēteris Stučka y su capital inicial fue Riga.

## Ofensiva bolchevique
Aprovechando la derrota y capitulación alemana y la Revolución de Noviembre de 1918 en Alemania, los bolcheviques no tardaron en actuar. Organizaron consejos de trabajadores en Liepāja y manifestaciones en Riga exigiendo el establecimiento del poder soviético. Llamaron a la preparación de un levantamiento revolucionario, mediante la creación de comités de guerra revolucionarios. Para organizar el levantamiento, se estableció un Comité de Guerra Revolucionaria, del cual formaron parte Jānis Šilfs, J.Zukovskis, J.Mirāms, O.Dzenis y J.Zariņš. Con los términos del alto el fuego de Compyenne del 11 de noviembre, Alemania decidió que sus tropas permanecerían en los territorios ocupados en Letonia, "protegiéndolos de los bolcheviques", pero las deserciones de soldados alemanes crecían. Las tropas bolcheviques invadieron Letonia.
El 17 de diciembre de 1918, fue proclamada la República Soviética Socialista de Letonia y adoptó una resolución que declaraba que "la comuna de Letonia es parte de la República Socialista Federal Soviética de Rusia". Stučka asumió el mando del "Gobierno de los Obreros, los soldados y los sin tierra" y el 23 de diciembre, el gobierno de Lenin reconoció su autoridad independiente. Instaló el gobierno soviético en Valka el 21 de diciembre y luego en Riga, tras la toma de la capital por los bolcheviques, el 3 de enero de 1919. El 29 de diciembre de 1918, se había realizado en Jelgava el Congreso de Diputados de Trabajadores Soldados y sin Tierra de Letonia, que eligió un consejo de gobierno con 12 bolcheviques y 3 mencheviques. El Congreso reunido en Riga del 13 al 15 de enero de 1919 designó los ministros del nuevo gobierno: Presidente y Justicia, Pēteris Stučka; Vicepresidentes, Jūlijs Daniševskis y Otto Kārkliņš; ;Interior, Jānis Lencmanis; Asuntos de guerra, Kārlis Pētersons; Agricultura, Fricis Roziņš; Alimentación y Finanzas, Rūdolfs Endrups; Economía, Dāvids Beika; Obras y construcción de vivienda, Eduards Zandreiters; Educación, Jānis Bērziņš (Ziemelis); y Secretario de Gobierno, Jānis Šilfs.
Stučka tomó como modelo político a Lenin. Fue adoptada el 15 de enero una constitución calcada de la de la Rusia bolchevique, se proclama presidente y primer ministro e instaura una dictadura del proletariado. Comenzó con una lucha violenta contra aquellos que no reconocen su autoridad. Tras cierto tiempo, lleva a cabo numerosas reformas sociales como la confiscación del ganado y la nacionalización de las tierras y las grandes empresas, que fueron confiadas a comités de control obrero. Se inició una amplia movilización en todo el territorio de Letonia ocupado por los bolcheviques, que se completó a fines de marzo y principios de abril, cuando el ejército había aumentado en al menos 25 000 soldados, que sin embargo no eran tan eficientes como los fusileros rojos.
El 6 de marzo de 1919 fue fundado por los bolcheviques letones el Partido Comunista de Letonia, el cual contaba con 7500 militantes en ese momento, y Stučka se convirtió oficialmente en su presidente. Reconocida por Moscú cinco días después de su proclamación, Stučka se dedicó a introducir las medidas ya aplicadas por los comunistas en otras regiones. Se expropió a los burgueses y se nacionalizó las tierras señoriales señoriales y las puso a disposición de los consejos sin tierra, pero el campesinado se negaba a abastecer las urbes con las condiciones que les imponían los bolcheviques y el apoyo popular rápidamente disminuyó. Pronto se inició el Terror Rojo con juicios sumarios contra contrarrevolucionarios mediante tribunales revolucionarios.
De acuerdo con el decreto gubernamental del 8 de marzo de 1919, el idioma en las instituciones centrales y locales era el de la mayoría de la población en cada localidad (letón, latgaliano o ruso). Tanto las autoridades centrales como las locales debían aceptar escritos enviados en cualquiera de los idiomas locales (letón, latgaliano, ruso, alemán, hebreo, lituano o estonio) y enviarlos a traductores si no los entendían.

## Contraofensivas alemana y nacionalista
Aunque los bolcheviques ocuparon prácticamente toda Letonia, debieron enfrentarse a otros dos gobiernos letones. El gobierno nacionalista de Kārlis Ulmanis, apoyado por los Aliados y operando inicialmente desde un buque de la armada británica, y el gobierno de Andrievs Niedra, el hombre de paja del general alemán Rüdiger von der Goltz que controlaba Liepāja. La mayoría de las tropas letonas soviéticas todavía estaban en el norte de Letonia contra los nacionalistas estonios. Las nuevas tropas bolcheviques poco entrenadas, se quedaron rezagadas ante el avance rápido de los cuerpos de von der Goltz. Así, el 22 de mayo de 1919, los alemanes tomaron Rīga. El gobierno soviético debió trasladarse a Daugavpils, controlando sólo Latgale (región oriental de Letonia), pero esta fue tomada el 5 de enero de 1920 por tropas polacas y tropas nacionalistas. El gobierno de Stučka tuvo reinstalarse en Rēzekne y tras un acuerdo con los nacionalistas letones, Stučka se vio obligado a refugiarse en RFSS de Rusia, mientras el Partido Comunista de Letonia pasó a la clandestinidad en el interior del país. La república fue oficialmente disuelta el 13 de enero de 1920 y los nacionalistas letones ocuparon Rēzekne el 26 de enero de 1920.